# Gürzenicher Bach
Der Gürzenicher Bach ist ein 7,6 km langer, orografisch linker Nebenfluss des Lendersdorfer Mühlenteichs im nordrhein-westfälischen Düren.

## Geographie
Der Bach entspringt an der Nordostabdachung der Eifel etwa 2 km nordwestlich von Gey im Gemeindegebiet von Hürtgenwald. Die Quelle liegt auf einer Höhe von 225 m ü. NN. Nach Nordosten abfließend erreicht der Bach nach etwa 700 m das Gelände des Bundeswehrdepots Gürzenich. Hier wird der Bach zunächst nach Norden und anschließend im nördlichen Bereich entlang einer Straße durch das Depot geleitet. Nach dem Verlassen des Bundeswehrgeländes fließt der Bach weiter in nordöstliche Richtung entlang eines Feldweges. Nach Erreichen des Hubertushofs unterquert der Gürzenicher Bach die Schevenhüttener Straße, um anschließend entlang der Straße nach Gürzenich zu fließen. 
In der Ortslage von Gürzenich folgt der Bach dem Verlauf der Schillingstraße. In südwestlichen Abschnitt fließt der Bach weitgehend unterirdisch. Hier mündet rechtsseitig der Trierbach. Im nordöstlichen Abschnitt verläuft der Bach straßenmittig in einem künstlichen Bachbett. Ab der Einmündung der Straße Neue Aue fließt der Bach mehr in nördliche Richtung, unterquert dann die Bundesstraße 264 und die parallel verlaufende Eisenbahnstrecke. Anschließend knickt der Lauf nach Osten ab, um den Sportplatz und die Bogenschießanlage zu umfließen. Parallel zum Mirweilerweg und Dr.-Christian-Seybold-Straße fließend erreicht der Bach seine Mündung in den Lendersdorfer Mühlenteich. Von diesem wird etwas Wasser abgeschlagen und als Gürzenicher Bach zur Rur geleitet.
Bei einem Höhenunterschied von 105 m beträgt das mittlere Sohlgefälle des Baches 13,8 ‰. Das 11,778 km² große Einzugsgebiet wird über Lendersdorfer Mühlenteich, Rur und Maas zur Nordsee entwässert.

## Sonstiges
In der Ortslage Gürzenich ist der Bach mit seinem dorftypischen, straßenmittigen Verlauf als Trierbach in der Denkmalliste der Stadt Düren eingetragen.